# Shopping Capital
O Shopping Capital foi um centro comercial localizado na avenida Paes de Barros, no distrito da Mooca, zona leste da cidade de São Paulo.
O centro comercial foi inaugurado em maio de 2006, possui 59.433 metros quadrados distribuídos entre 8 pavimentos, contava com 170 lojas e um campus do Centro Universitário Capital (Unicapital) que ocupava os últimos três andares do edifício.

## Histórico
O Shopping Capital foi construído pela Instituição Luso-Brasileira de Educação e Cultura (Ilbec), mantenedora da Unicapital para servir como centro comercial com lojas, praça de alimentação, além de contar com salas de aula e laboratórios da universidade ocupando os três últimos andares do prédio.

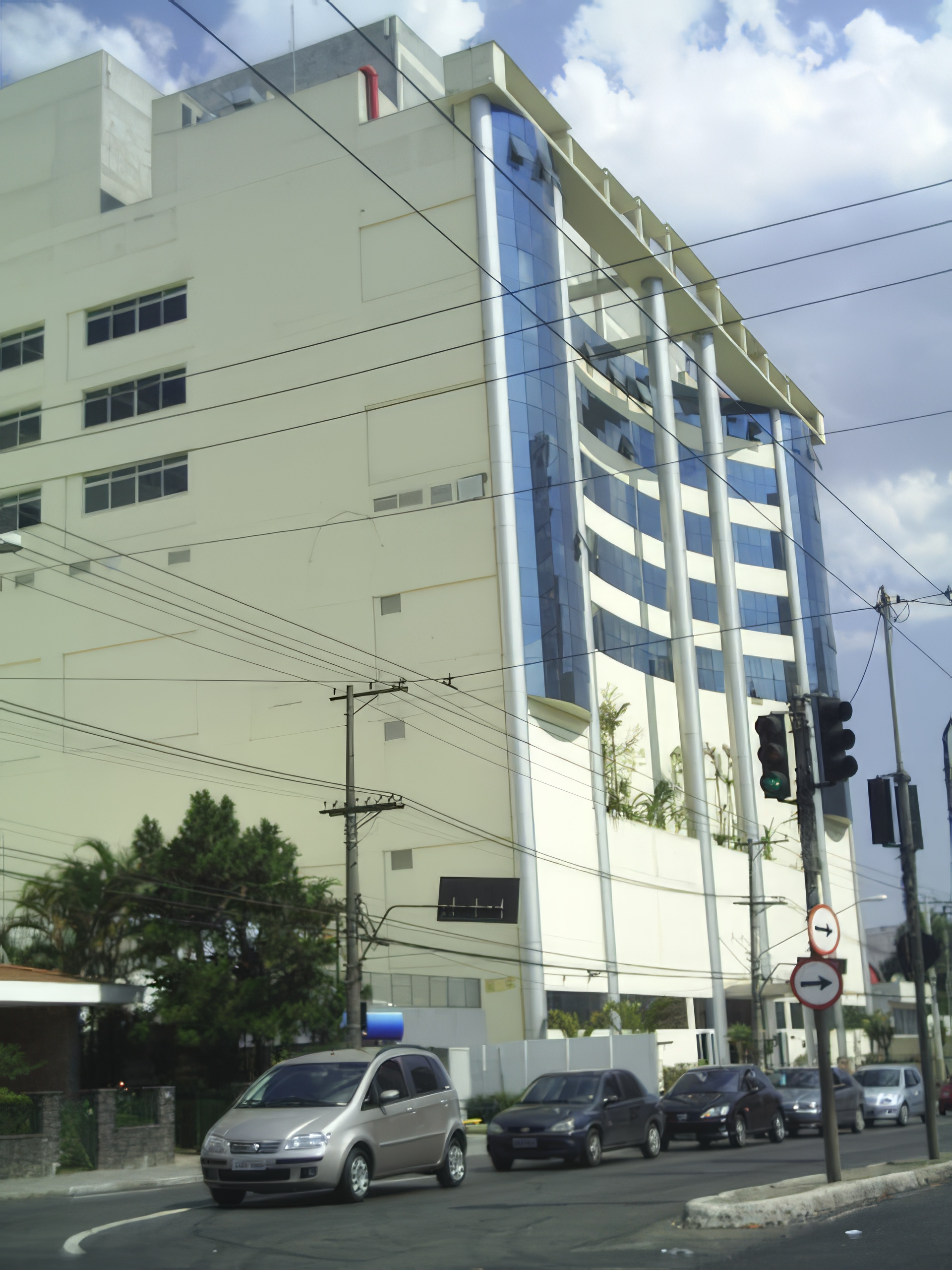
Fachada do Shopping Capital em 2008

Seu projeto original previa a presença de duas lojas âncora, oito salas de cinema, um supermercado de 2,5 mil metros quadrados, um teatro com capacidade para 411 pessoas, dentre outras conveniências e estruturas.
Após sua inauguração, chegou a contar com lojas da rede O Boticário e Lojas Americanas, além de restaurantes como o Giraffas, Rei do Mate, Spoleto, dentre outros.

### Problemas judiciais e lacração
Seus primeiros problemas surgiram após a constatação de que a construção excedeu os limites os quais a Prefeitura de São Paulo havia autorizado para a obra. Enquanto o projeto e a planta apresentados e aprovados pela PMSP previam a construção de 31.546 metros quadrados distribuídos em 6 pavimentos, a construção de fato foi erguida com 59.433 metros quadrados distribuídos em 8 pavimentos.
Desde a sua inauguração em maio de 2006, o Ministério Público do Estado de São Paulo lutava por sua interdição devido as irregularidades na obra. O shopping já havia sido lacrado por ordem da Subprefeitura da Mooca em ao menos três ocasiões diferentes logo nos dois primeiros anos de operação, mantendo-se aberto mediante a concessão de liminares.
Em julho de 2008, os primeiros lojistas entravam com ações judiciais contra a administradora devido a problemas com a estrutura prometida que não havia sido entregue, além dos problemas com a falta de movimento. Nesta mesma época, apenas 29 lojas funcionavam, representando uma ocupação de 19,2% do total de lojas do shopping.
Em junho de 2012, o Capital foi interditado e lacrado definitivamente pela Subprefeitura da Mooca devido a falta de habite-se e licenças de funcionamento. Na época, apenas 14 lojas ainda funcionavam no centro comercial.

### Tentativas de invasão e leilão
Após o fechamento, houve algumas tentativas de leilão da construção por parte de seus proprietários.
Em 6 de dezembro de 2013, a primeira tentativa de leilão foi feita com lance inicial no valor de 144 milhões de reais e não atraiu interessados, resultando em novo leilão realizado em 20 de dezembro do mesmo ano com lance inicial estipulado em 135,5 milhões de reais e que novamente, não obteve sucesso.
Em 11 de setembro de 2015, a construção foi invadida por cerca de 200 militantes do movimento Luta Digna por Moradia (LDM). A ocupação foi encerrada no mês seguinte com a obtenção de liminar de reintegração de posse por parte dos administradores do prédio.

## Galeria

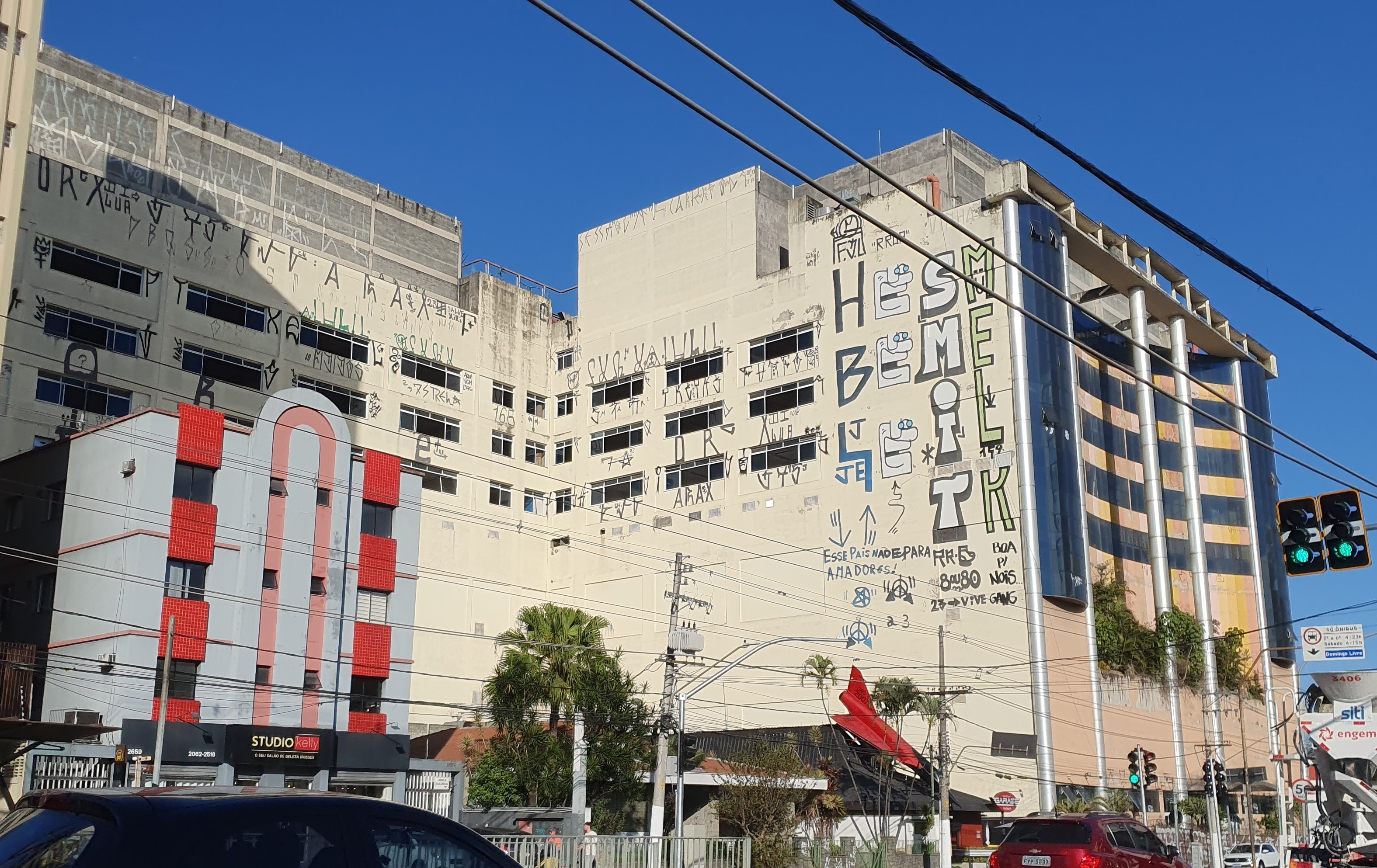
Visão da entrada principal a partir da esquina da rua Juventus com a Avenida Paes de Barros
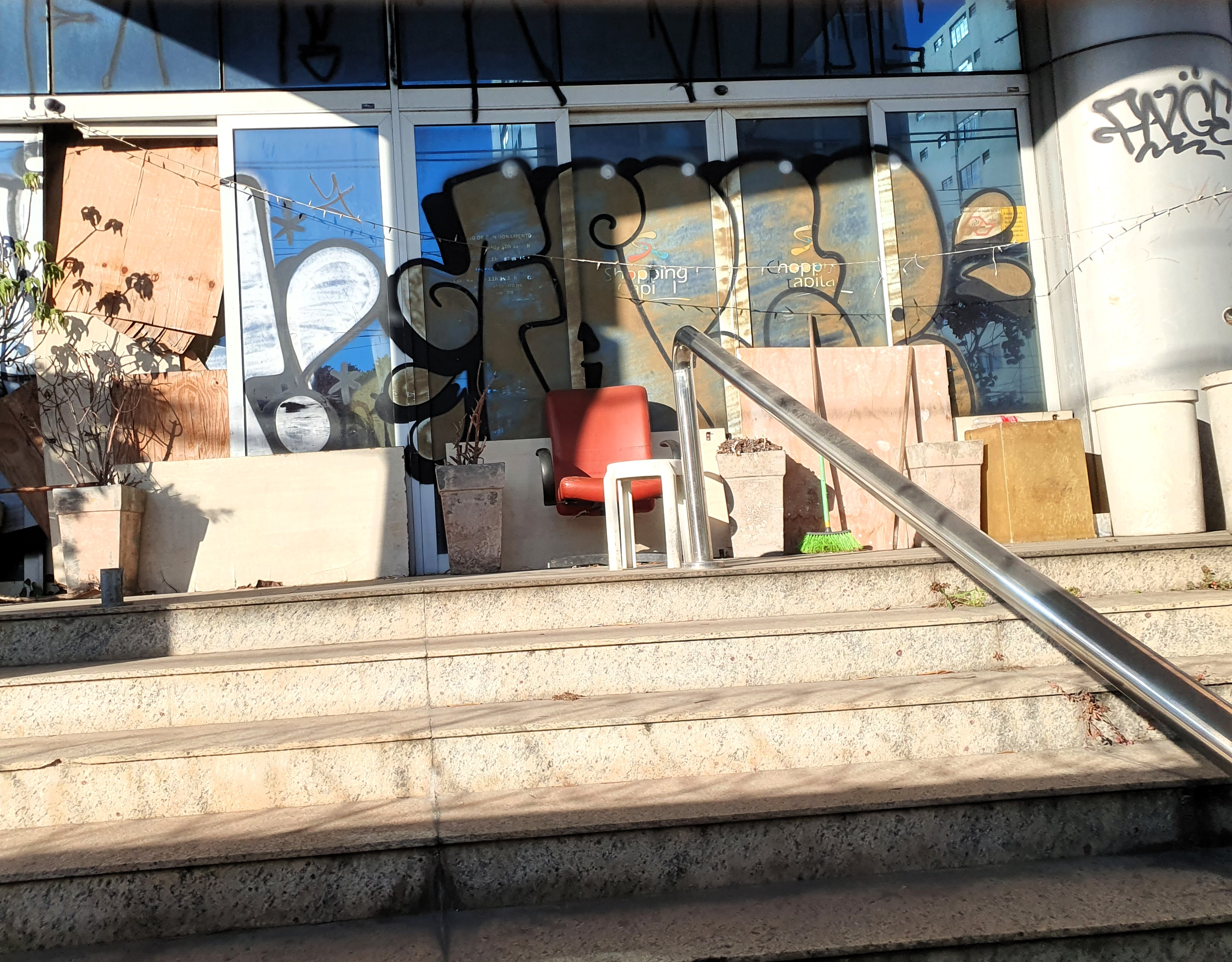
Entrada principal do shopping em junho de 2024
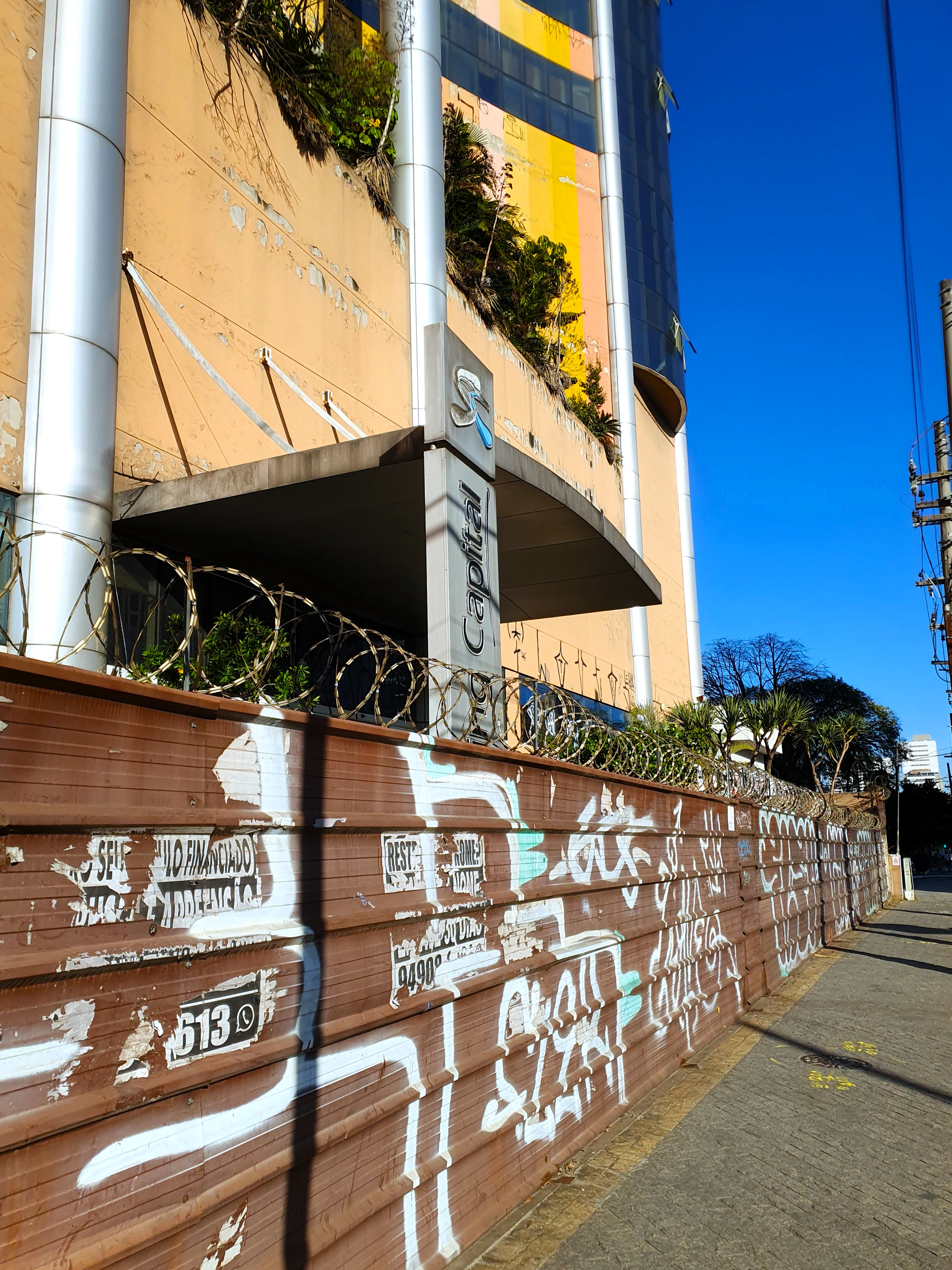
Entrada principal pela Avenida Paes de Barros bloqueada por tapumes
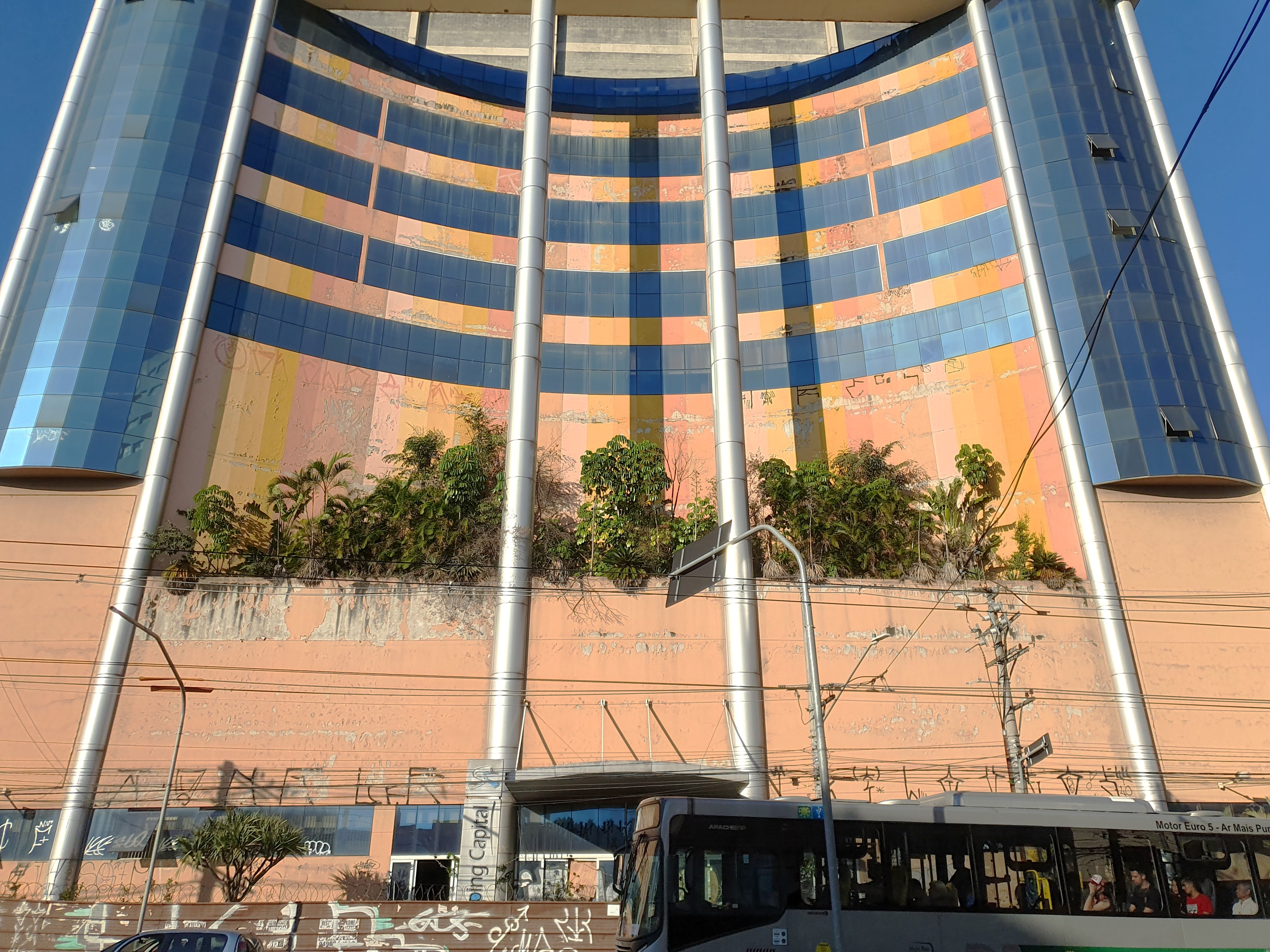
Visão frontal do edifício principal em junho de 2024
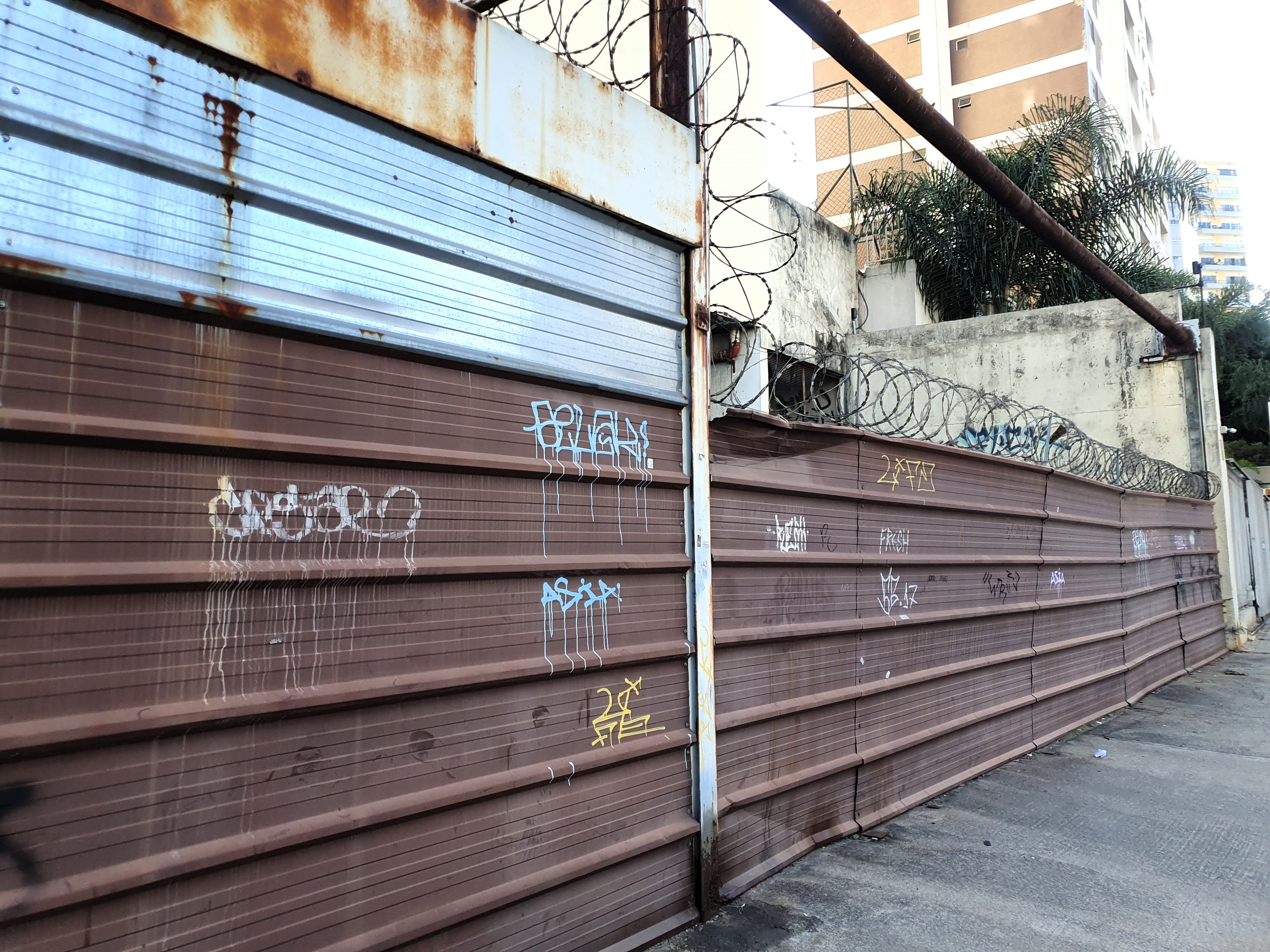
Entrada do estacionamento na Rua Cel. Joviniano Brandão fechada por tapumes
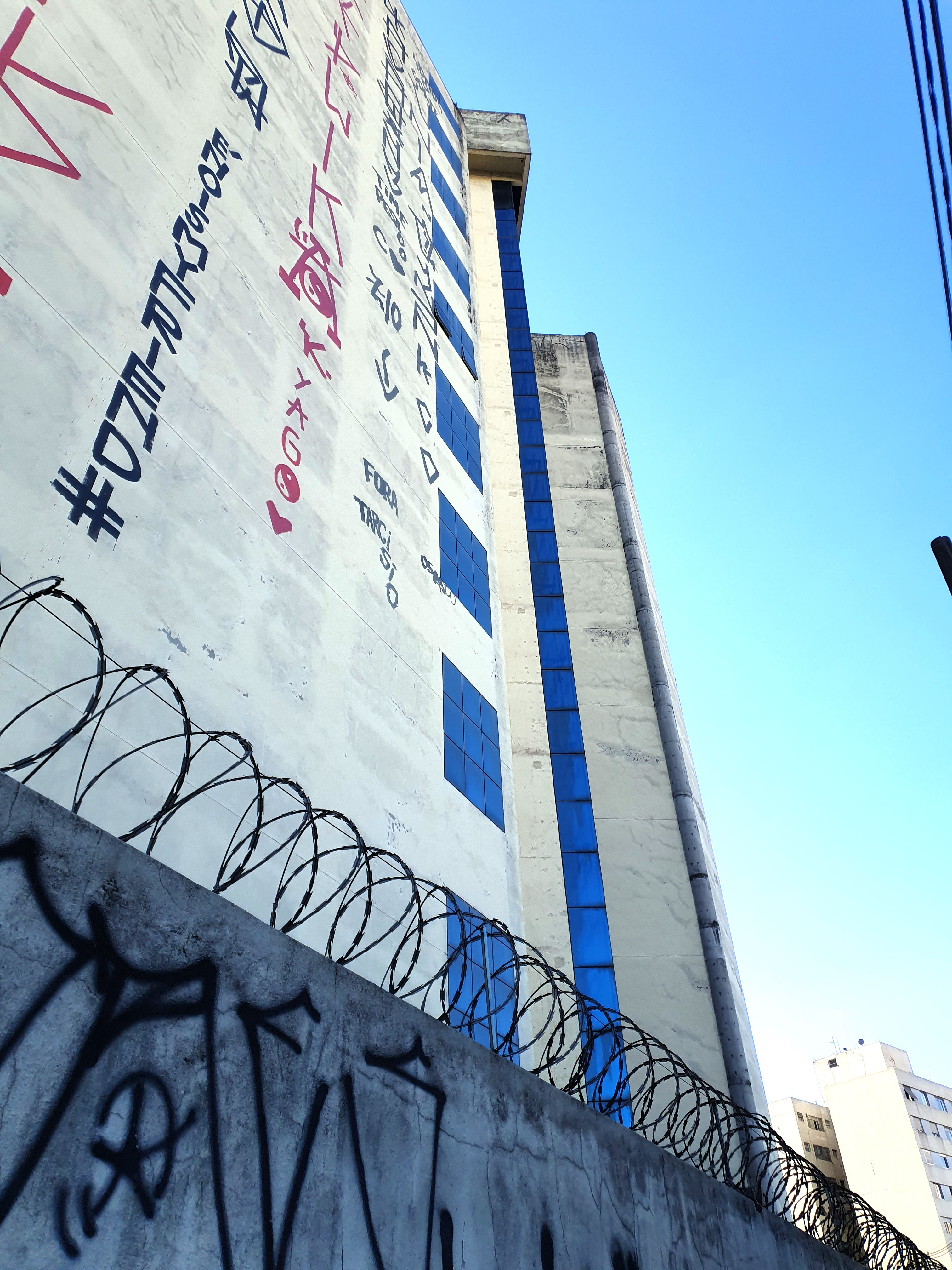
Parte traseira do shopping vista a partir da rua Ibipetuba